# Мариинский театр
Госуда́рственный академи́ческий Марии́нский теа́тр (в 1935—1992 годах — Ленинградский ордена Ленина и ордена Октябрьской Революции академический театр оперы и балета имени С. М. Кирова, также часто сокращённо — Кировский театр, в просторечии — Мариинка) — театр оперы и балета в Санкт-Петербурге, один из ведущих музыкальных театров России и мира.
Труппа, основанная ещё в XVIII веке, до революции 1917 года функционировала под руководством дирекции Императорских театров. В 1784—1886 годах для балетных и оперных спектаклей использовалось преимущественно здание Большого театра (в 1896 году перестроено архитектором Владимиром Николя для размещения Санкт-Петербургской консерватории), в 1859—1860 году там же, на Театральной площади, архитектором А. К. Кавосом было выстроено нынешнее здание театра, названное в честь императрицы Марии Александровны.
Театральный комплекс включает в себя собственно основное здание на Театральной площади, концертный зал (с 2006 года и новый южный корпус с 2021 года), вторую сцену на Крюковом канале (с 2013 года) и филиалы во Владивостоке (с 2016 года) и Владикавказе (с 2017).

## История

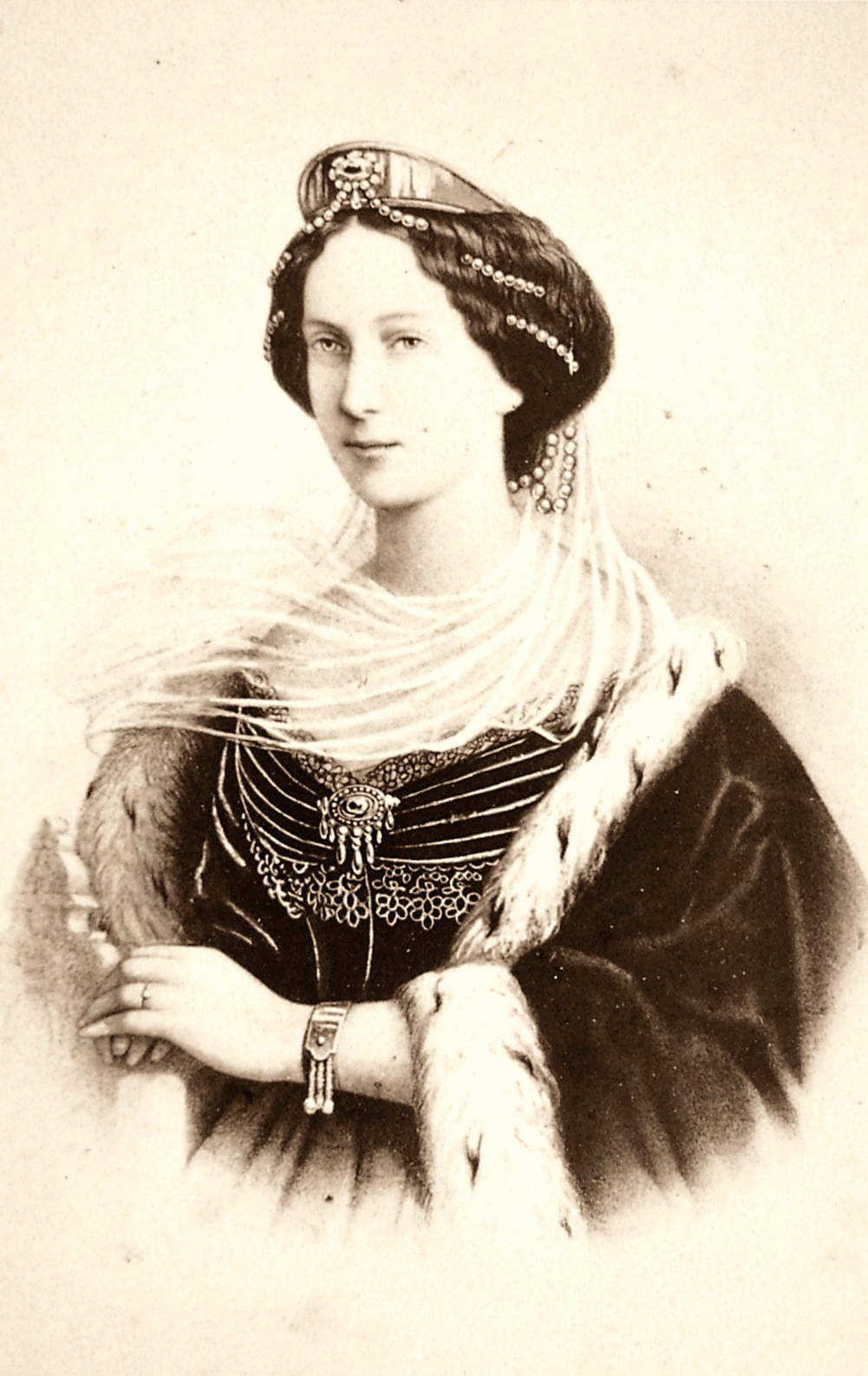
Российская императрица Мария Александровна, в честь которой назван театр

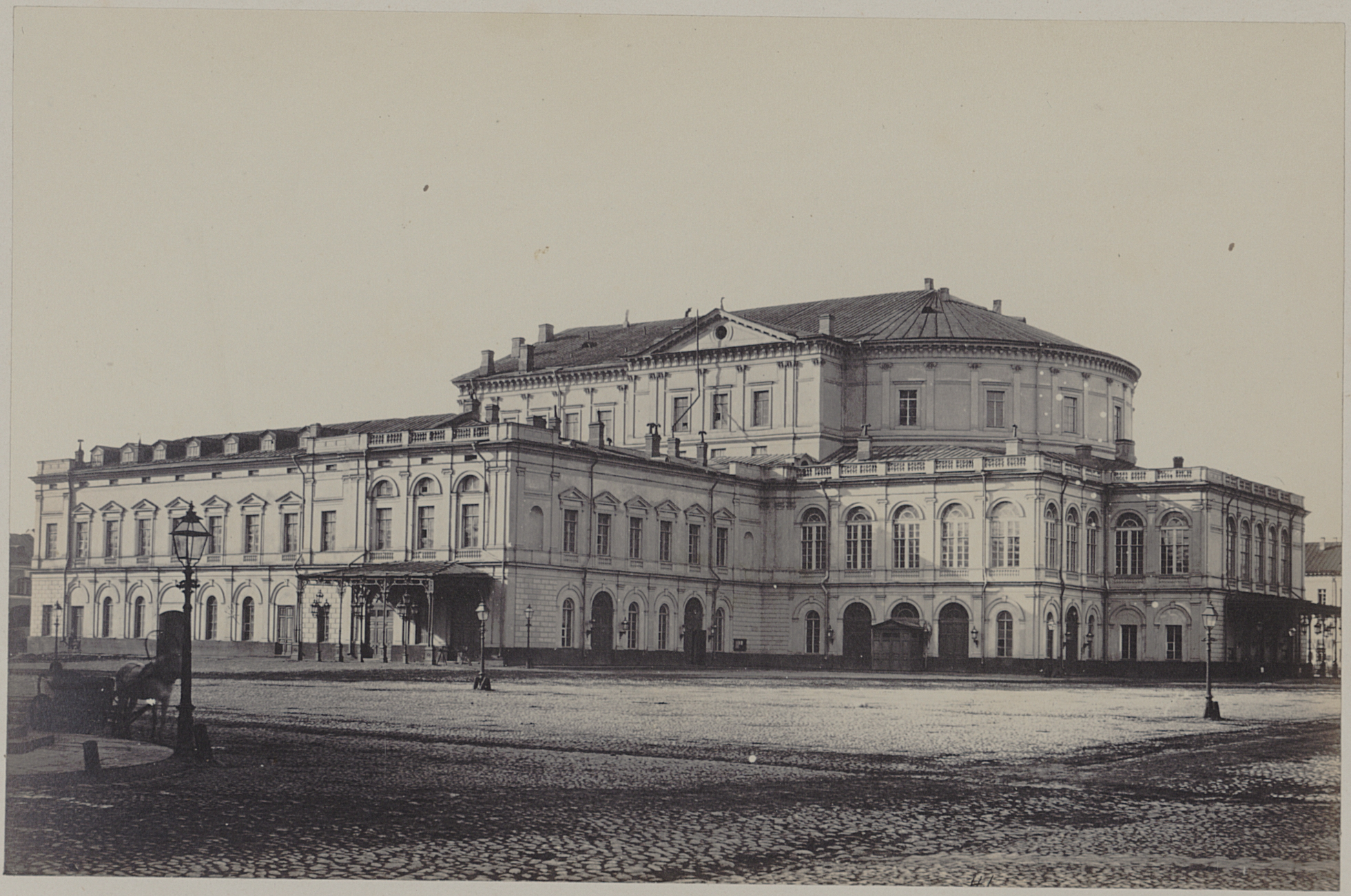
Мариинский театр в конце 1860-х годов

Театр ведёт свою историю от основанного в 1783 году по приказу императрицы Екатерины Великой Большого театра, который располагался в здании, позднее перестроенном под Санкт-Петербургскую консерваторию. Входил в состав Императорских театров России.
12 июля 1783 года был издан Указ об утверждении театрального комитета «для управления зрелищами и музыкой». 5 октября торжественно открыт Большой Каменный театр на Карусельной площади, от которого ведёт отсчёт история театра. Позже Карусельная площадь сменила название на Театральную.
В 1859 году, после того, как сгорел расположенный напротив Большого театра Театр-цирк, построенный по проекту Альберто Кавоса в 1847—1848 годах, архитектор возвёл на этом месте новое театральное здание, предназначенное для труппы Императорских театров. Театр был назван Мариинским в честь супруги Александра II императрицы Марии Александровны. Первый театральный сезон в новом здании открылся 2 октября 1860 года оперой Михаила Глинки «Жизнь за царя», оркестром дирижировал К. Н. Лядов.
В 1883—1886 годах здание перестраивалось архитектором Виктором Шрётером под наблюдением Николая Бенуа. После его перестройки, в 1886 году сюда были перенесены балетные спектакли, до этого времени продолжавшие идти на сцене Большого Каменного театра. Само же здание Большого театра было передано Русскому музыкальному обществу и затем в 1896 году перестроено архитектором Владимиром Николя в консерваторию.
9 ноября 1917 года со сменой власти театр, ставший Государственным, был передан в ведение Комиссариата просвещения РСФСР, в 1920 году он стал академическим и с тех пор полностью назывался «Государственный академический театр оперы и балета» (сокращённо ГАТОБ). В 1935 году, вскоре после убийства первого секретаря Ленинградского обкома ВКП(б) Сергея Кирова, театру, как и многим другим организациям, предприятиям, населённым пунктам и иным объектам СССР, было присвоено имя этого революционера.
В 1988 году, после смерти Евгения Мравинского и ухода Юрия Темирканова в филармонию, художественным руководителем и главным дирижёром Кировского театра стал Валерий Гергиев.
16 января 1992 года театру было возвращено его прежнее название.
Весной 2020 года, в условиях карантина, вызванного пандемией COVID-19, театр запустил ежедневные онлайн-трансляции своих спектаклей и концертов. В течение месяца трансляции собрали более 25 млн зрителей.

## Площадки

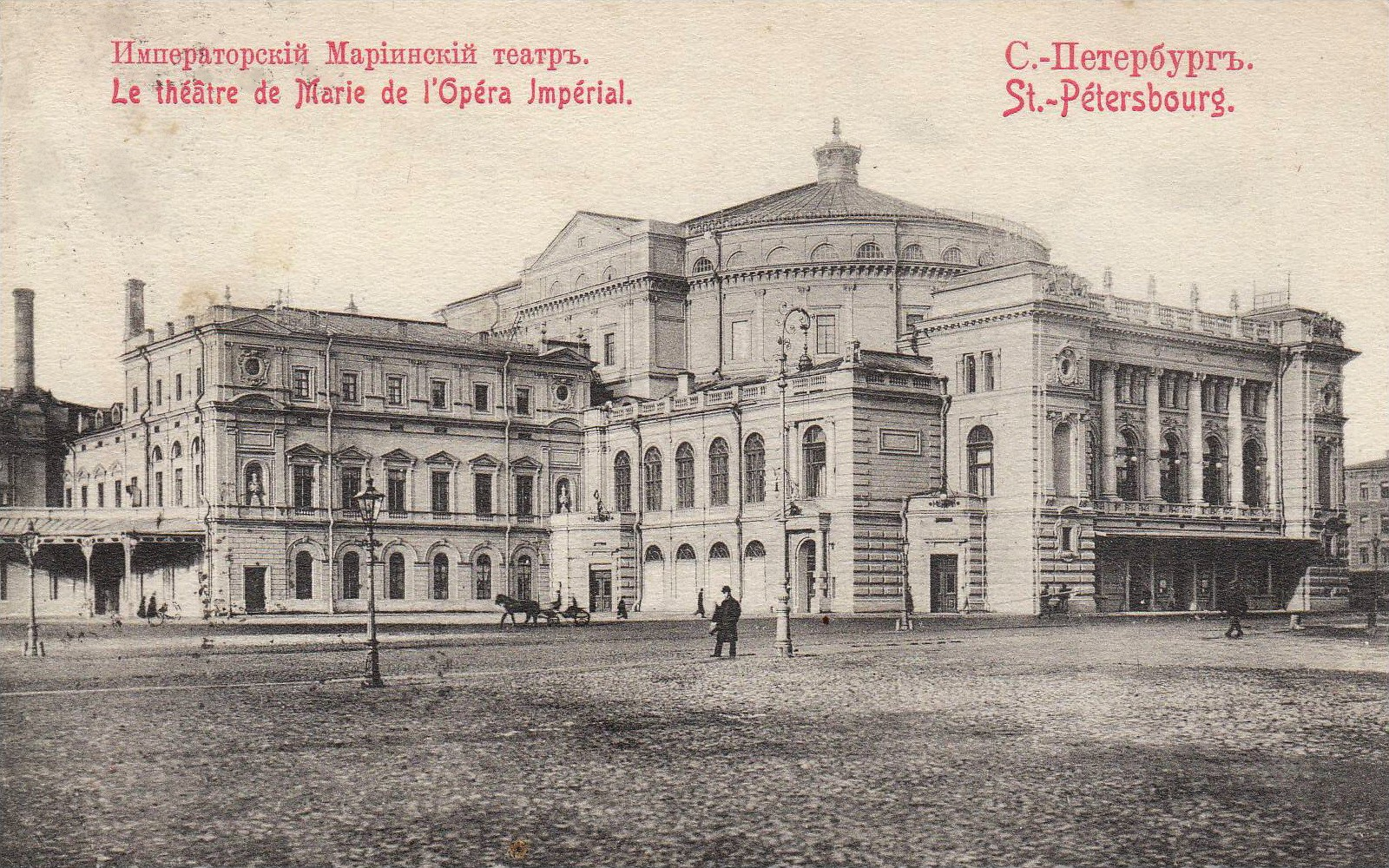
Мариинский театр на рубеже XIX—XX веков

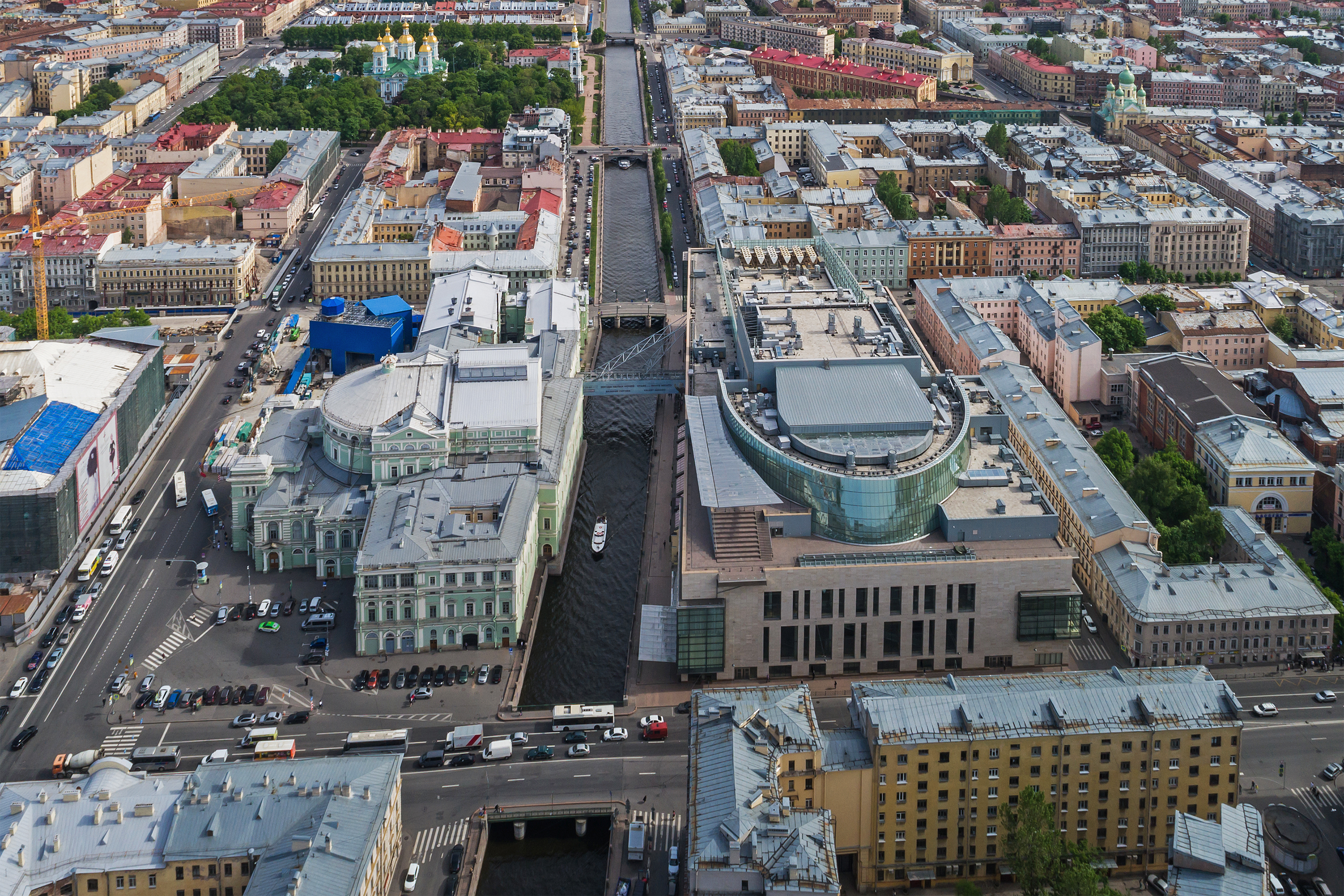
Основное здание (слева) и вторая сцена Мариинского театра

- Основное здание Мариинского театра (Театральная площадь, д. 1). Примыкает к левому берегу Крюкова канала.
- Вторая сцена Мариинского театра (Мариинский-2), (ул. Декабристов, д. 34). Торжественное официальное открытие и гала-концерт состоялись 2 мая 2013 года[4]. Расположено напротив исторической сцены на правом берегу Крюкова канала.
- Концертный зал Мариинского театра (третья сцена и камерная сцена), (ул. Декабристов, д. 37 и ул. Декабристов, д. 39)
- Приморская сцена Мариинского театра (Владивосток, ул. Фастовская, д. 20)[5]
- Национальный театр оперы и балета Республики Северная Осетия-Алания (Владикавказ, улица Тхапсаева, 18)
- Северо-Осетинская государственная филармония (Владикавказ, улица Миллера, 34)

В межсезонье театр предоставляет свою сцену под выступление других коллективов. Работает Высшая школа музыкального и театрального искусства Мариинского театра.

### Проект четвёртой сцены
В конце 2023 года театру было передано здание бывшего кинотеатра «Рекорд» (объект культурного наследия «Дом Ш. З. Иоффа с кинематографом»), построенное в 1870 году по адресу Лермонтовский проспект, 14, лит. А. Предполагается, что оно будет использовано как четвёртая сцена Мариинского театра, которая необходима на время закрытия на реконструкцию исторического здания на Театральной площади. При этом зал, вмещающий 250 зрителей, необходимо расширить минимум до 800 мест, добавить подземные этажи и увеличить высоту здания. Проект был представлен специалистами НииПИ «Спецреставрация» 30 мая 2024 года на заседании городского отделения Всероссийского общества охраны памятников истории и культуры. Он предусматривает сохранение исторической структуры здания и входа со стороны Садовой улицы, переустройство и увеличение сцены и концертного зала (до 1000 мест), появление оркестровой ямы и пространства для декораций и кулис, а также устройство артистических, гримёрных и кладовых. Для этого потребуется демонтаж внутренней лестницы, уровней и капитальных стен исторического здания. Сумма затрат на проект не была объявлена, эксперты предполагают размер инвестиций от 500 млн до 15 млрд рублей. Проект был одобрен на заседании на заседании Совета по сохранению культурного наследия при Правительстве Санкт Петербурга в январе 2025 года. Отмечается, что переезд в новое здание с последующим закрытием исторической сцены на реконструкцию возможен только после реставрации «Дома Иофа», которая займёт, по предварительным оценкам, около полутора лет. Марат Оганесян высказал мнение, что в дальнейшем четвёртая сцена может быть использована для выступлений подрастающих танцовщиков и коллективов из других регионов.

## Труппы
- Персоналии: Мариинский театр

### Опера
Оперная труппа знаменита такими именами, как Мария Максакова, Леонид Собинов, Софья Преображенская, Ирина Богачёва, Николай Охотников, Лариса Шевченко, Юрий Марусин, Ольга Бородина, Сергей Лейферкус, Борис Штоколов, Ольга Кондина и Анна Нетребко.

### Оркестр
- Музыканты Симфонического оркестра
- Главные дирижёры Мариинского театра

## Руководство
Художественный руководитель и генеральный директор (с 1988) — дирижёр Валерий Гергиев. Должность художественного руководителя балета была сокращена в 1995 году. В 1995—2008 годах исполняющим обязанности заведующего балетной труппой был Махар Вазиев, затем — Юрий Фатеев. В 2024 году художественным руководителем балетной труппы был назначен Андриан Фадеев. Главный хормейстер (с 2021) — Константин Рылов.

## Фестивали
- Международный фестиваль искусств «Звёзды белых ночей»[15]
- Московский Пасхальный фестиваль
- Фестиваль современной музыки «Новые горизонты»
- Фестиваль «Масленица»
- Фестиваль балета «Мариинский»
- Фестиваль «Брасс вечера в Мариинском»

## Партнёры и спонсоры
Генеральный партнёр театра
- Банк ВТБ

Главные партнёры театра
- Сбербанк России
- Yoko Ceschina
- Газпром
- Japan Tobacco

Главные спонсоры театра
- Total
- Меркурий
- BP
- TeliaSonera
- ЗНСМ

В 2012 году директор и художественный руководитель театра Валерий Гергиев заявил, что партнёрами Мариинского театра могут стать американский кинорежиссёр Джеймс Кэмерон и корпорация Apple, что сотрудничество с Кэмероном связано с планами руководства театра развивать съёмки постановок в формате 3D.

## Награды
- Орден Ленина
- Орден Октябрьской Революции
- Благодарность Президента Российской Федерации (19 февраля 2008 года) — за выдающийся вклад в развитие отечественного и мирового музыкального искусства[18]
- Почётная грамота Президиума Верховного Совета РСФСР (1983 год)[19]